# 溥泉
不入八分輔國公溥泉（1836年6月28日—1864年12月12日），奉恩輔國公載茯第一子，母妾韓佳氏，其父為韓德福，恆親王系第十一代。
他在道光十六年五月（1860年）出生，同治二年二月（1863年）接替父親成為恆親王第十一代，但因為恆親王並非世襲罔替的爵位，因此他的封爵只是不入八分輔國公。
同治三年十一月（1864年），他去世，由長子毓森承襲恆親王系第十二代，不過不再遞降，仍舊是不入八分輔國公。